# Brenha
Brenha é uma localidade portuguesa do município da Figueira da Foz que foi sede da extinta freguesia de Brenha, freguesia que tinha 5,95 km² de área e 912 habitantes (2011), e, por isso, uma densidade populacional de 153,3 hab/km².
A freguesia de Brenha foi extinta em 2013, no âmbito de uma reforma administrativa nacional, tendo o seu território sido totalmente anexado pelas freguesias de Alhadas e de Quiaios.

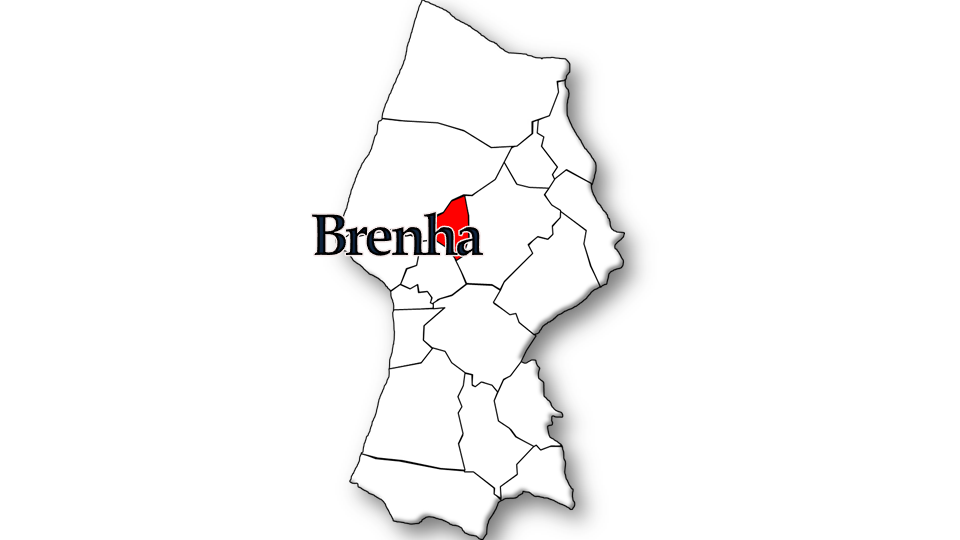
Localização no município de Figueira da Foz

## População

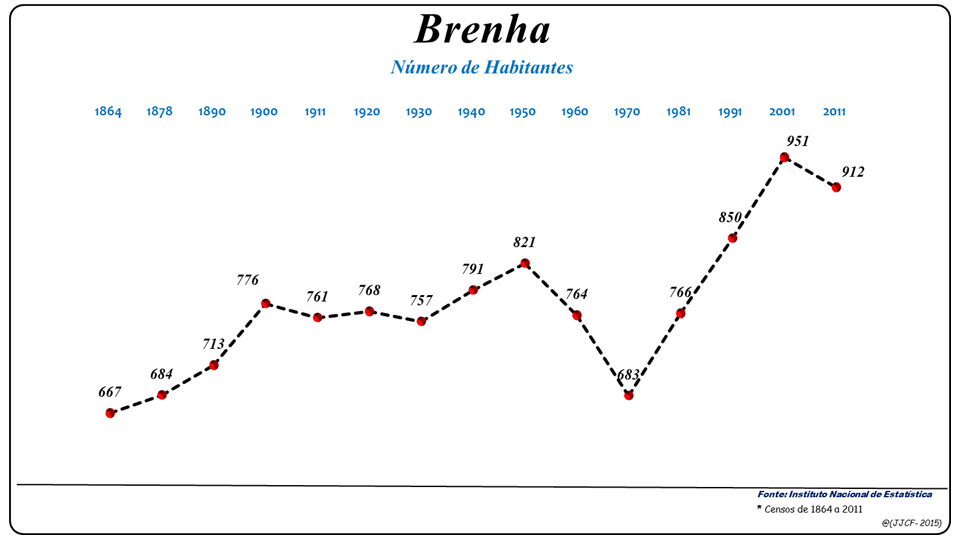
Evolução da População (1864 / 2011)

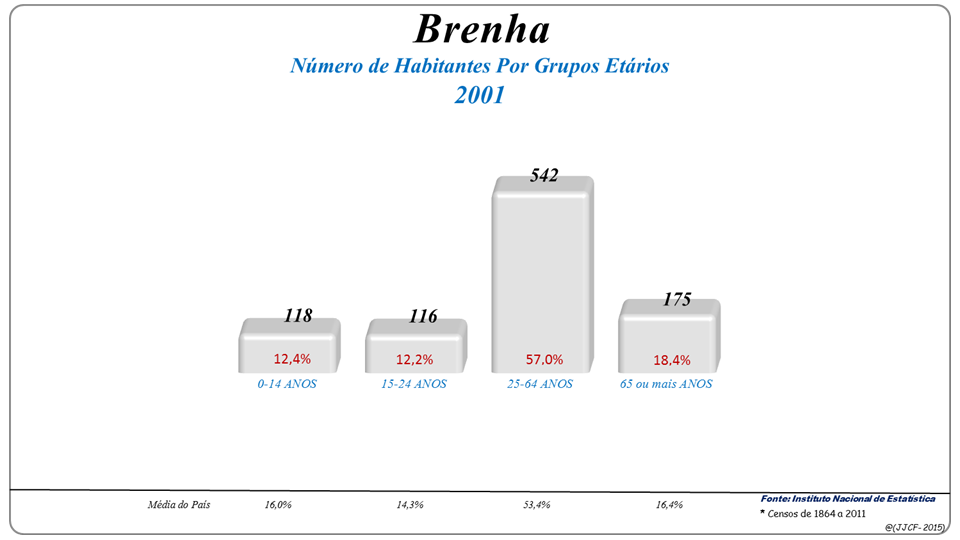
Grupos Etários (2001 e 2011)

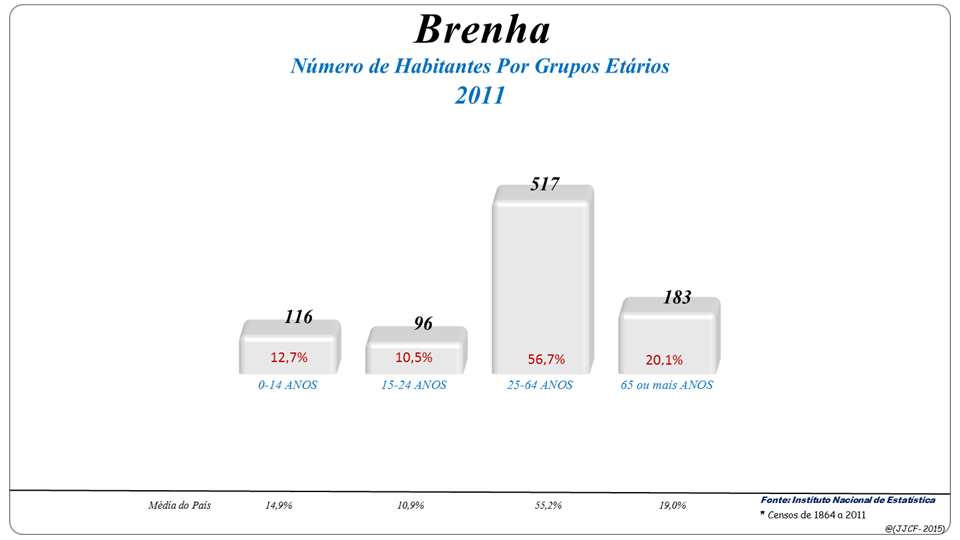
Grupos Etários (2001 e 2011)

| População da freguesia de Brenha | População da freguesia de Brenha | População da freguesia de Brenha | População da freguesia de Brenha | População da freguesia de Brenha | População da freguesia de Brenha | População da freguesia de Brenha | População da freguesia de Brenha | População da freguesia de Brenha | População da freguesia de Brenha | População da freguesia de Brenha | População da freguesia de Brenha | População da freguesia de Brenha | População da freguesia de Brenha | População da freguesia de Brenha |
| -------------------------------- | -------------------------------- | -------------------------------- | -------------------------------- | -------------------------------- | -------------------------------- | -------------------------------- | -------------------------------- | -------------------------------- | -------------------------------- | -------------------------------- | -------------------------------- | -------------------------------- | -------------------------------- | -------------------------------- |
| 1864                             | 1878                             | 1890                             | 1900                             | 1911                             | 1920                             | 1930                             | 1940                             | 1950                             | 1960                             | 1970                             | 1981                             | 1991                             | 2001                             | 2011                             |
| 667                              | 684                              | 713                              | 776                              | 761                              | 768                              | 757                              | 791                              | 821                              | 764                              | 683                              | 766                              | 850                              | 951                              | 912                              |

## Património
- Igreja Paroquial de Brenha
- Monumento megalítico da serra da Brenha